# (5829) Ishidagoro
(5829) Ishidagoro est un astéroïde de la ceinture principale.

## Description
(5829) Ishidagoro est un astéroïde de la ceinture principale. Il fut découvert le 11 février 1991 à Kiyosato par Satoru Ōtomo et Osamu Muramatsu. Il présente une orbite caractérisée par un demi-grand axe de 2,22 UA, une excentricité de 0,09 et une inclinaison de 5,8° par rapport à l'écliptique.

## Compléments